# Afzelia pachyloba
Afzelia pachyloba (tên tiếng Anh: White Afzelia hoặc apa) là một loài cây gỗ có giá trị kinh tế trong rừng nhiệt đới thuộc họ Fabaceae. Nó được thấy ở Tây và Trung Phi nhiệt đới nơi chúng hiện đang bị đe dọa vì mất môi trường sống.